# Lavotsjkin La-9

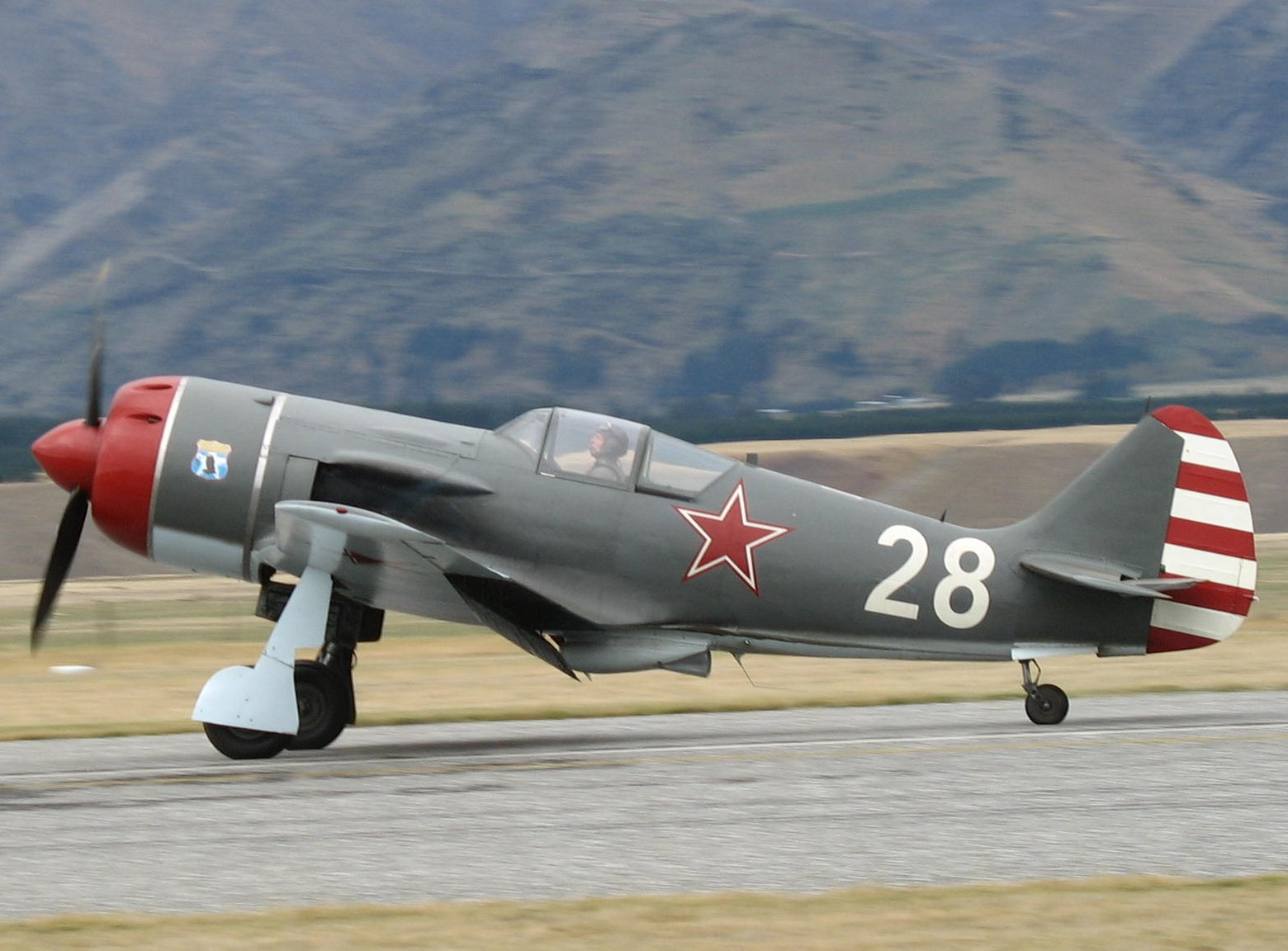
Lavotsjkin La-9

De Lavotsjkin La-9 (Russisch: Лавочкин Ла-9) was een Sovjet gevechtsvliegtuig dat kort na de Tweede Wereldoorlog werd geproduceerd. Het was een van de laatste gevechtsvliegtuigen met zuigermotoren die werd geproduceerd voordat de straalmotor algemeen werd toegepast.
De eerste vlucht werd uitgevoerd op 16 juni 1946. Het vliegtuig werd in het najaar in productie genomen en in februari 1947 werden de eerste exemplaren afgeleverd door fabrikant Lavotsjkin. Tijdens de driejarige productietijd zijn er 1630 vliegtuigen als eenzitter en 265 als tweezitter opgeleverd.